# 조선혁명
조선혁명(朝鮮革命)은 조선민주주의인민공화국에서 사용하는 용어로, 일제강점기의 항일유격대 투쟁과 현대 조선민주주의인민공화국의 자주성을 향한 투쟁을 포괄하는 말이다.